# Чемпионат СССР по русским шашкам среди женщин 1969
Финал 13-го чемпионата СССР по русским шашкам среди женщин проводился с 10 по 29 октября 1969 года во Фрунзе. За победу присуждалось 1 очко, за ничью 0,5 очка и за поражение 0 очков.
Две спортсменки — Елена Михайловская и Янина Аугустинайте набрали по 10,5 очков из 16. Для определения чемпионки страны между ними был проведён дополнительный матч, в котором победу со счётом 3,5—2,5 (+2 −1 =3) одержала Елена Михайловская, ставшая чемпионкой СССР. Второе месте у Янины Аугустинайте. Третье место заняла Алина Наумова.

## Итоговое положение
| Место | Участница           | Очки |
| ----- | ------------------- | ---- |
| 1-2   | Янина Аугустинайте  | 10,5 |
| 1-2   | Елена Михайловская  | 10,5 |
| 3     | Алина Наумова       | 10   |
| 4     | Алина Тихеева       | 10   |
| 5-6   | Галина Кузнецова    | 9,5  |
| 5-6   | Алевтина Лазаренко  | 9,5  |
| 7     | Иоганна Цине        | 9,5  |
| 8     | Ираида Спасская     | 9    |
| 9     | Галина Глазова      | 8,5  |
| 10    | Людмила Григорьева  | 8    |
| 11    | Александра Олевская | 8    |
| 12    | А. Тауриня          | 6,5  |
| 13    | Стасе Ингауните     | 6    |
| 14    | Вера Сурова         | 6    |
| 15    | Надежда Лапшина     | 5    |
| 16    | Маргарита Дубова    | 5    |
| 17    | Альбина Мишкина     | 4,5  |